# F (letter)

Een aantal voorbeelden van de letter F

De letter F is de zesde letter van het moderne Latijnse alfabet.
De Etrusken waren de uitvinders van deze letter. De F werd in het Etruskisch en in het Grieks als /w/ uitgesproken. De letter heette digamma en was gevormd door twee Γ's op elkaar te stapelen. De letter verdween door klankverandering. 
De oorsprong van F ligt in de Semitische letter wâw die ook voor /v/ en /w/ gebruikt werd en waarschijnlijk oorspronkelijk een knots of haak voorstelde. Mogelijk was deze letter zelf gebaseerd op de overeenkomstige Egyptische hiëroglief: 
| T3 |
De naam van de letter wordt uitgesproken als Ef.
In het internationale spellingsalfabet wordt de F weergegeven met het woord Foxtrot.
In het Nederlands telefoonalfabet wordt de F weergegeven met de naam Ferdinand.
| Proto-semitische W | Fenicische W | Etruskische W | Griekenland δίγαμμα (W) | Romeinse F |
| ------------------ | ------------ | ------------- | ----------------------- | ---------- |
|                    |              |               |                         | Roman F    |